# Saison 2007-2008 de Liège Basket
La saison 2011-2012 de Liège Basket est la 41e saison du club et la 8e saison dans l'élite.

## Effectif
| No | Joueur             | Poste              | Taille (cm) | Naissance  | Nationalité      |
| -- | ------------------ | ------------------ | ----------- | ---------- | ---------------- |
| 4  | Larry Owens        | Meneur/Ailier      | 201         | 08/01/1983 | États-Unis       |
| 5  | Xavier Collette    | Meneur             | 184         | 24/04/1985 | Belgique         |
| 7  | Ed Norvell         | Meneur             | 188         | 07/09/1976 | États-Unis       |
| 8  | Andre Emmett       | Arrière/Ailier     | 196         | 27/08/1982 | États-Unis       |
| 9  | Ioann Iarochevitch | Pivot/Ailier       | 205         | 31/05/1989 | Belgique         |
| 10 | Garry Gallimore    | Meneur             | 192         | 05/07/1984 | Canada/ Jamaïque |
| 11 | Stéphane Pelle     | Meneur/Ailier fort | 203         | 11/04/1980 | Cameroun         |
| 12 | François Lhoest    | Ailier             | 196         | 17/09/1985 | Belgique         |
| 13 | Scott Brakebill    | Ailier             | 203         | 23/03/1980 | Belgique         |
| 14 | Brian Hopkins      | Meneur             | 203         | 26/08/1983 | États-Unis       |
| 15 | Ryan Moss          | Ailier fort/Meneur | 200         | 04/04/1974 | Bahamas          |
|    | Ed Norvell         | Meneur             | 188         | 07/09/1976 | États-Unis       |

Coach : Tom Johnson ( Canada)